# کاتوس
کاتوس (ترکی آذربایجانی: Katos) یک منطقهٔ مسکونی در جمهوری آرتساخ است که در استان کاشاتاق واقع شده‌است.